# Supercoppa di Bulgaria 2022
La Supercoppa di Bulgaria 2022 è stata la 19ª edizione di tale competizione, disputata il 1º settembre 2023 allo Stadio nazionale Vasil Levski di Sofia. La sfida ha visto contrapposte il Ludogorec, vincitore del campionato e il Levski Sofia, cincitrice della coppa nazionale. Il Ludogorec ha avuto la meglio sul Levski Sofia per 4-3 dopo i calci di rigore, conquistando il trofeo per la sesta volta nella sua storia.

## Tabellino
| Arbitro: | Kabakov |

|                                  |                      |                                  |
| Despodov 68’ 72’ (rig.)          | Marcatori            | 41’ Milanov 90+2’ van der Kaap   |
| Cauly Rick Cicinho Thiago Verdon | Tiri di rigore 4 – 3 | Popov Petkov Cordoba Bari Mitkov |